# 오노데라 시호
오노데라 시호(일본어: 小野寺 志保, 1973년 11월 18일 ~ )는 일본의 은퇴한 여자 축구 선수이다.

## 국가대표팀 경력
그녀는 1995년 AFC 여자 축구 선수권 대회에 참가할 일본 국가대표팀에 발탁되었으며, 9월 22일 대한민국와의 경기에서 데뷔했다. 1995년과 2001년 AFC 여자 축구 선수권 대회 준우승 획득에 기여했으며 3번의 FIFA 여자 월드컵, 2번의 하계 올림픽에도 출전했다. 그녀는 2004년까지 국제 A매치 23경기에 출전했다.

## 통계
| 일본 | 일본 | 일본 |
| 연도 | 출전 | 득점 |
| ---- | ---- | ---- |
| 1995 | 4    | 0    |
| 1996 | 4    | 0    |
| 1997 | 0    | 0    |
| 1998 | 2    | 0    |
| 1999 | 1    | 0    |
| 2000 | 2    | 0    |
| 2001 | 3    | 0    |
| 2002 | 2    | 0    |
| 2003 | 2    | 0    |
| 2004 | 3    | 0    |
| 통산 | 23   | 0    |